# Carlos de Mello
Carlos de Mello ist ein uruguayischer Politiker.
De Mello, der der Partido Colorado angehört, saß in der 40. Legislaturperiode als Abgeordneter für das Departamento Rivera vom 15. Februar 1967 bis zum 14. Februar 1972 in der Cámara de Representantes. 1971 übte er das Amt des Vierten Kammervizepräsidenten aus.